# Линд (город, Миннесота)
Линд (англ. Lynd) — город в округе Лайон, штат Миннесота, США. На площади 1,1 км² (1,1 км² — суша, водоёмов нет), согласно переписи 2002 года, проживают 346 человек. Плотность населения составляет 319 чел./км².
- Телефонный код города — 507
- Почтовый индекс — 56157
- FIPS-код города — 27-38708[1]
- GNIS-идентификатор — 0647328[2]